# Wielersport op de Olympische Zomerspelen 2016 – wegwedstrijd mannen
De wegwedstrijd voor de mannen op de Olympische Zomerspelen 2016 vond plaats op zaterdag 6 augustus 2016. De Kazach Aleksandr Vinokoerov won de gouden medaille in 2012, maar behoorde niet tot het deelnemersveld in Rio. Nummer twee Rigoberto Urán deed wel mee, net als 143 andere wielrenners uit 61 landen. Vijf landen hadden het maximumaantal van vijf wielrenners ingeschreven: België, Colombia, Groot-Brittannië, Italië en Spanje. Onder de deelnemers bevonden zich onder meer de Brit Chris Froome, de winnaar van de Ronde van Frankrijk 2016, de Italiaan Vincenzo Nibali, de winnaar van de Ronde van Italië, de Fransman Romain Bardet, de Spanjaard Alejandro Valverde en de Zwitser Fabian Cancellara. Namens België en Nederland deden onder anderen Greg Van Avermaet – de uiteindelijke winnaar –, Bauke Mollema en Wout Poels mee. 

## Parcours
Het parcours van de olympische wegwedstrijd besloeg ruim 240 kilometer, beginnend bij de oude legerbasis Forte de Copacabana. Het peloton reed vervolgens in westelijke richting over een kustweg en passeerde daarbij de wijken Ipanema en Barra da Tijuca, tot het begin van een ronde bij de Grumaribuurt. Deze ronde, die ook dienstdeed als het parcours voor de tijdrit is circa 25 kilometer lang, telt twee klimmen en een kasseienstrook en werd viermaal afgelegd. Na deze rondes keerden de wielrenners terug naar de kustweg, die nu in oostelijke richting werd gevolgd. In Gávea volgde een nieuwe ronde van ongeveer dezelfde lengte, die driemaal achter elkaar werd afgelegd. Daarna voerde het parcours terug naar het Fort, waar de finish lag.

## Verloop
Na vijftien kilometer gaan zes renners in de ontsnapping: Jarlinson Pantano, Simon Geschke, Michał Kwiatkowski, Sven Erik Bystrøm, Pavel Kotsjetkov en Michael Albasini. Ze fietsen een maximale voorsprong van acht minuten bij elkaar. Wanneer de leiders gegrepen zijn volgt een nieuwe tegenaanval met Damiano Caruso, Greg Van Avermaet, Sergio Henao, Geraint Thomas en Andrej Zejts. Er komen nog meer renners aansluiten: Fabio Aru, Vincenzo Nibali, Louis Meintjes, Jakob Fuglsang, Tanel Kangert, Adam Yates en Joaquim Rodríguez. Ook Julian Alaphilippe kan later aansluiten. 
Wanneer Nibali versnelt kunnen alleen Majka en Henao volgen. In de laatste afdaling van de Vista Chinesa vallen Nibali en Henao en dienen op te geven. Majka snelt alleen door. Onder aan de afdaling heeft hij twaalf seconden voorsprong op de achtervolgers. Hij loopt uit tot maximaal 24 seconden. Dan plaatsen Van Avermaet en Fuglsang een tegenaanval. Ze komen bij Majka op 1400 meter van de finish. In de sprint is Van Avermaet de snelste voor Fuglsang en Majka.

## Uitslag
| rang   | naam                    | land             | tijd    |
| ------ | ----------------------- | ---------------- | ------- |
| Goud   | Greg Van Avermaet       | België           | 6:10:05 |
| Zilver | Jakob Fuglsang          | Denemarken       | z.t.    |
| Brons  | Rafał Majka             | Polen            | +5"     |
| 4      | Julian Alaphilippe      | Frankrijk        | +22"    |
| 5      | Joaquim Rodríguez       | Spanje           | z.t.    |
| 6      | Fabio Aru               | Italië           | z.t.    |
| 7      | Louis Meintjes          | Zuid-Afrika      | z.t.    |
| 8      | Andrej Zejts            | Kazachstan       | +25"    |
| 9      | Tanel Kangert           | Estland          | +1'47"  |
| 10     | Rui Costa               | Portugal         | +2'29"  |
| 11     | Geraint Thomas          | Groot-Brittannië | z.t.    |
| 12     | Chris Froome            | Groot-Brittannië | +2'58"  |
| 13     | Daniel Martin           | Ierland          | z.t.    |
| 14     | Emanuel Buchmann        | Duitsland        | z.t.    |
| 15     | Adam Yates              | Groot-Brittannië | +3'03"  |
| 16     | Brent Bookwalter        | Verenigde Staten | +3'31"  |
| 17     | Bauke Mollema           | Nederland        | z.t.    |
| 18     | Kristijan Đurasek       | Kroatië          | z.t.    |
| 19     | Sébastien Reichenbach   | Zwitserland      | z.t.    |
| 20     | Fränk Schleck           | Luxemburg        | z.t.    |
| 21     | Esteban Chaves          | Colombia         | +3'34"  |
| 22     | Serge Pauwels           | België           | +6'12"  |
| 23     | Alexis Vuillermoz       | Frankrijk        | z.t.    |
| 24     | Romain Bardet           | Frankrijk        | z.t.    |
| 25     | Simon Clarke            | Australië        | z.t.    |
| 26     | Primož Roglič           | Slovenië         | +9'38"  |
| 27     | Yukiya Arashiro         | Japan            | z.t.    |
| 28     | Daryl Impey             | Zuid-Afrika      | z.t.    |
| 29     | Nicolas Roche           | Ierland          | z.t.    |
| 30     | Alejandro Valverde      | Spanje           | z.t.    |
| 31     | Sergej Tsjernetski      | Rusland          | z.t.    |
| 32     | Christopher Juul-Jensen | Denemarken       | z.t.    |
| 33     | George Bennett          | Nieuw-Zeeland    | +11'49" |
| 34     | Fabian Cancellara       | Zwitserland      | z.t.    |
| 35     | Ramūnas Navardauskas    | Litouwen         | +12'18" |
| 36     | André Cardoso           | Portugal         | z.t.    |
| 37     | Eduardo Sepúlveda       | Argentinië       | z.t.    |
| 38     | Pavel Kotsjetkov        | Rusland          | z.t.    |
| 39     | Steven Kruijswijk       | Nederland        | z.t.    |
| 40     | Damiano Caruso          | Italië           | z.t.    |
| 41     | Andrij Hryvko           | Oekraïne         | +13'18" |
| 42     | Philippe Gilbert        | België           | z.t.    |
| 43     | Daniel Teklehaimanot    | Eritrea          | +19'20" |
| 44     | Georg Preidler          | Oostenrijk       | +19'37" |
| 45     | Patrik Tybor            | Slowakije        | +20'00" |
| 46     | Aleksejs Saramotins     | Letland          | z.t.    |
| 47     | Anass Aït El Abdia      | Marokko          | z.t.    |
| 48     | Lars Petter Nordhaug    | Noorwegen        | z.t.    |
| 49     | Kanstantsin Siwtsow     | Wit-Rusland      | z.t.    |
| 50     | Vegard Stake Laengen    | Noorwegen        | z.t.    |
| 51     | Ioannis Tamouridis      | Griekenland      | z.t.    |
| 52     | Jan Polanc              | Slovenië         | z.t.    |
| 53     | José Mendes             | Portugal         | z.t.    |
| 54     | Andrey Amador           | Costa Rica       | z.t.    |
| 55     | Michael Woods           | Canada           | z.t.    |
| 56     | Michał Gołaś            | Polen            | z.t.    |
| 57     | Simon Špilak            | Slovenië         | z.t.    |
| 58     | Petr Vakoč              | Tsjechië         | z.t.    |
| 59     | Toms Skujiņš            | Letland          | z.t.    |
| 60     | Chris Anker Sørensen    | Denemarken       | z.t.    |
| 61     | Bakhtiyar Kozhatayev    | Kazachstan       | z.t.    |
| 62     | Michał Kwiatkowski      | Polen            | z.t.    |
| 63     | Alessandro De Marchi    | Italië           | +20'05" |
| –      | Murilo Fischer          | Brazilië         | BTL     |
| –      | Ignatas Konovalovas     | Litouwen         | BTL     |

1896: Aristidis Konstantinidis · 
1912: Rudolph Lewis · 
1920: Harry Stenqvist · 
1924: Armand Blanchonnet · 
1928: Henry Hansen · 
1932: Attilio Pavesi · 
1936: Robert Charpentier · 
1948: José Beyaert · 
1952: André Noyelle · 
1956: Ercole Baldini · 
1960: Viktor Kapitonov · 
1964: Mario Zanin · 
1968: Pierfranco Vianelli · 
1972: Hennie Kuiper · 
1976: Bernt Johansson · 
1980: Sergej Soechoroetsjenkov · 
1984: Alexi Grewal · 
1988: Olaf Ludwig · 
1992: Fabio Casartelli · 
1996: Pascal Richard · 
2000: Jan Ullrich · 
2004: Paolo Bettini · 
2008: Samuel Sánchez · 
2012: Aleksandr Vinokoerov · 
2016: Greg Van Avermaet ·
2020: Richard Carapaz ·
2024: Remco Evenepoel